# WTA Tour 2016
El WTA Tour 2016 és el circuit de tennis professional femení de l'any 2016 organitzat per la WTA. La temporada inclou un total de 59 torneigs dividits en Grand Slams (organitzats per la ITF), torneigs WTA Premier, torneigs WTA International, el WTA Elite Trophy i el WTA Finals. Els torneigs es disputen entre el 4 de gener i el 6 de novembre de 2016.

## Calendari
Taula amb el calendari complet dels torneigs que pertanyen a la temporada 2016 de la WTA Tour. També s'inclouen les vencedores i les finalistes dels quadres individuals i dobles de cada torneig.
| Llegenda                 |
| ------------------------ |
| Grand Slam               |
| Jocs Olímpics            |
| Year-end championships   |
| WTA Premier Mandatory    |
| WTA Premier 5            |
| WTA Premier              |
| WTA International        |
| Esdeveniments per equips |

| Data d'inici   | Torneig                        | Superfície       | Guanyadora/es                                    | Finalista/es                                    |
| -------------- | ------------------------------ | ---------------- | ------------------------------------------------ | ----------------------------------------------- |
| 4 de gener     | Copa Hopman                    | Dura (i)         | Austràlia: Daria Gavrilova / Nick Kyrgios        | Ucraïna: Elina Svitolina / Aleksandr Dolgopòlov |
| 4 de gener     | Brisbane                       | Dura             | Viktória Azàrenka                                | Angelique Kerber                                |
| 4 de gener     | Brisbane                       | Dura             | Martina Hingis / Sania Mirza                     | Angelique Kerber / Andrea Petkovic              |
| 4 de gener     | Shenzhen                       | Dura             | Agnieszka Radwańska                              | Alison Riske                                    |
| 4 de gener     | Shenzhen                       | Dura             | Vania King / Monica Niculescu                    | Xu Yifan / Zheng Saisai                         |
| 4 de gener     | Auckland                       | Dura             | Sloane Stephens                                  | Julia Görges                                    |
| 4 de gener     | Auckland                       | Dura             | Elise Mertens / An-Sophie Mestach                | Danka Kovinić / Barbora Strýcová                |
| 11 de gener    | Sydney                         | Dura             | Svetlana Kuznetsova                              | Mónica Puig                                     |
| 11 de gener    | Sydney                         | Dura             | Martina Hingis / Sania Mirza                     | Caroline Garcia / Kristina Mladenovic           |
| 11 de gener    | Hobart                         | Dura             | Alizé Cornet                                     | Eugenie Bouchard                                |
| 11 de gener    | Hobart                         | Dura             | Han Xinyun / Christina McHale                    | Kimberly Birrell / Jarmila Wolfe                |
| 18 de gener    | Open d'Austràlia               | Dura             | Angelique Kerber                                 | Serena Williams                                 |
| 18 de gener    | Open d'Austràlia               | Dura             | Martina Hingis / Sania Mirza                     | Andrea Hlavackova / Lucie Hradecka              |
| 18 de gener    | Open d'Austràlia               | Dura             | Ielena Vesninà / Bruno Soares                    | Coco Vandeweghe / Horia Tecau                   |
| 1 de febrer    | Copa Federació (Primera ronda) |                  | Txèquia · Suïssa · França · Països Baixos        | Romania · Alemanya · Itàlia · Rússia            |
| 8 de febrer    | Sant Petersburg                | Dura (i)         | Roberta Vinci                                    | Belinda Bencic                                  |
| 8 de febrer    | Sant Petersburg                | Dura (i)         | Martina Hingis / Sania Mirza                     | Vera Duixévina / Barbora Krejčíková             |
| 8 de febrer    | Kaohsiung                      | Dura             | Venus Williams                                   | Misaki Doi                                      |
| 8 de febrer    | Kaohsiung                      | Dura             | Chan Hao-ching / Chan Yung-jan                   | Eri Hozumi / Miyu Kato                          |
| 15 de febrer   | Dubai                          | Dura             | Sara Errani                                      | Barbora Strýcová                                |
| 15 de febrer   | Dubai                          | Dura             | Chuang Chia-jung / Darija Jurak                  | Caroline Garcia / Kristina Mladenovic           |
| 15 de febrer   | Rio de Janeiro                 | Terra batuda     | Francesca Schiavone                              | Shelby Rogers                                   |
| 15 de febrer   | Rio de Janeiro                 | Terra batuda     | Verónica Cepede Royg / María Irigoyen            | Tara Moore / Conny Perrin                       |
| 22 de febrer   | Doha                           | Dura             | Carla Suárez Navarro                             | Jeļena Ostapenko                                |
| 22 de febrer   | Doha                           | Dura             | Chan Hao-ching / Chan Yung-jan                   | Sara Errani / Carla Suárez Navarro              |
| 22 de febrer   | Acapulco                       | Dura             | Sloane Stephens                                  | Dominika Cibulková                              |
| 22 de febrer   | Acapulco                       | Dura             | A. Medina Garrigues / A. Parra Santonja          | Kiki Bertens / Johanna Larsson                  |
| 29 de febrer   | Monterrey                      | Dura             | Heather Watson                                   | Kirsten Flipkens                                |
| 29 de febrer   | Monterrey                      | Dura             | A. Medina Garrigues / A. Parra Santonja          | Petra Martić / Maria Sanchez                    |
| 29 de febrer   | Kuala Lumpur                   | Dura             | Elina Svitolina                                  | Eugenie Bouchard                                |
| 29 de febrer   | Kuala Lumpur                   | Dura             | Varatchaya Wongteanchai / Yang Zhaoxuan          | Liang Chen / Wang Yafan                         |
| 7 de març      | Indian Wells                   | Dura             | Viktória Azàrenka                                | Serena Williams                                 |
| 7 de març      | Indian Wells                   | Dura             | Bethanie Mattek-Sands / Coco Vandeweghe          | Julia Görges / Karolína Plíšková                |
| 21 de març     | Miami                          | Dura             | Viktória Azàrenka                                | Svetlana Kuznetsova                             |
| 21 de març     | Miami                          | Dura             | Bethanie Mattek-Sands / Lucie Šafářová           | Tímea Babos / Iaroslava Xvédova                 |
| 4 d'abril      | Charleston                     | Terra batuda     | Sloane Stephens                                  | Ielena Vesninà                                  |
| 4 d'abril      | Charleston                     | Terra batuda     | Caroline Garcia / Kristina Mladenovic            | Bethanie Mattek-Sands / Lucie Šafářová          |
| 4 d'abril      | Katowice                       | Dura (i)         | Dominika Cibulková                               | Camila Giorgi                                   |
| 4 d'abril      | Katowice                       | Dura (i)         | Eri Hozumi / Miyu Kato                           | Valentina Ivakhnenko / Marina Melnikova         |
| 11 d'abril     | Copa Federació (Semifinals)    |                  | Txèquia · França                                 | Suïssa · Països Baixos                          |
| 11 d'abril     | Bogotà                         | Terra batuda     | Irina Falconi                                    | Sílvia Soler Espinosa                           |
| 11 d'abril     | Bogotà                         | Terra batuda     | Lara Arruabarrena / Tatjana Maria                | Gabriela Cé / Andrea Gámiz                      |
| 18 d'abril     | Stuttgart                      | Terra batuda (i) | Angelique Kerber                                 | Laura Siegemund                                 |
| 18 d'abril     | Stuttgart                      | Terra batuda (i) | Caroline Garcia / Kristina Mladenovic            | Martina Hingis / Sania Mirza                    |
| 18 d'abril     | Istanbul                       | Terra batuda     | Çağla Büyükakçay                                 | Danka Kovinić                                   |
| 18 d'abril     | Istanbul                       | Terra batuda     | Andreea Mitu / İpek Soylu                        | Xenia Knoll / Danka Kovinić                     |
| 25 d'abril     | Rabat                          | Terra batuda     | Timea Bacsinszky                                 | Marina Erakovic                                 |
| 25 d'abril     | Rabat                          | Terra batuda     | Xenia Knoll / Aleksandra Krunić                  | Tatjana Maria / Raluca Olaru                    |
| 25 d'abril     | Praga                          | Terra batuda     | Lucie Šafářová                                   | Samantha Stosur                                 |
| 25 d'abril     | Praga                          | Terra batuda     | Margarita Gasparyan / Andrea Hlaváčková          | María Irigoyen / Paula Kania                    |
| 2 de maig      | Madrid                         | Terra batuda     | Simona Halep                                     | Dominika Cibulková                              |
| 2 de maig      | Madrid                         | Terra batuda     | Caroline Garcia / Kristina Mladenovic            | Martina Hingis / Sania Mirza                    |
| 9 de maig      | Roma                           | Terra batuda     | Serena Williams                                  | Madison Keys                                    |
| 9 de maig      | Roma                           | Terra batuda     | Martina Hingis / Sania Mirza                     | Iekaterina Makàrova / Ielena Vesninà            |
| 16 de maig     | Nuremberg                      | Terra batuda     | Kiki Bertens                                     | Mariana Duque                                   |
| 16 de maig     | Nuremberg                      | Terra batuda     | Kiki Bertens / Johanna Larsson                   | Shuko Aoyama / Renata Voráčová                  |
| 16 de maig     | Estrasburg                     | Terra batuda     | Caroline Garcia                                  | Mirjana Lučić-Baroni                            |
| 16 de maig     | Estrasburg                     | Terra batuda     | A. Medina Garrigues / A. Parra Santonja          | María Irigoyen / Liang Chen                     |
| 23 de maig     | Roland Garros                  | Terra batuda     | Garbiñe Muguruza                                 | Serena Williams                                 |
| 23 de maig     | Roland Garros                  | Terra batuda     | Caroline Garcia / Kristina Mladenovic            | Iekaterina Makàrova / Ielena Vesninà            |
| 23 de maig     | Roland Garros                  | Terra batuda     | Martina Hingis / Leander Paes                    | Sania Mirza / Ivan Dodig                        |
| 6 de juny      | Nottingham                     | Gespa            | Karolína Plíšková                                | Alison Riske                                    |
| 6 de juny      | Nottingham                     | Gespa            | Andrea Hlaváčková / Peng Shuai                   | Gabriela Dabrowski / Yang Zhaoxuan              |
| 6 de juny      | 's-Hertogenbosch               | Gespa            | Coco Vandeweghe                                  | Kristina Mladenovic                             |
| 6 de juny      | 's-Hertogenbosch               | Gespa            | Oksana Kalashnikova / Iaroslava Xvédova          | Xenia Knoll / Aleksandra Krunić                 |
| 13 de juny     | Birmingham                     | Gespa            | Madison Keys                                     | Barbora Strýcová                                |
| 13 de juny     | Birmingham                     | Gespa            | Karolína Plíšková / Barbora Strýcová             | Vania King / Alla Kudryavtseva                  |
| 13 de juny     | Mallorca                       | Gespa            | Caroline Garcia                                  | Anastasija Sevastova                            |
| 13 de juny     | Mallorca                       | Gespa            | Gabriela Dabrowski / María José Martínez Sánchez | Anna-Lena Friedsam / Laura Siegemund            |
| 20 de juny     | Eastbourne                     | Gespa            | Dominika Cibulková                               | Karolína Plíšková                               |
| 20 de juny     | Eastbourne                     | Gespa            | Darija Jurak / Anastassia Rodiónova              | Chan Hao-ching / Chan Yung-jan                  |
| 27 de juny     | Wimbledon                      | Gespa            | Serena Williams                                  | Angelique Kerber                                |
| 27 de juny     | Wimbledon                      | Gespa            | Serena Williams / Venus Williams                 | Timea Babos / Iaroslava Xvédova                 |
| 27 de juny     | Wimbledon                      | Gespa            | Heather Watson / Henri Kontinen                  | Anna-Lena Grönefeld / Robert Farah              |
| 11 de juliol   | Bucarest                       | Terra batuda     | Simona Halep                                     | Anastasija Sevastova                            |
| 11 de juliol   | Bucarest                       | Terra batuda     | Jessica Moore / Varatchaya Wongteanchai          | Alexandra Cadanțu / Katarzyna Piter             |
| 11 de juliol   | Gstaad                         | Terra batuda     | Viktorija Golubic                                | Kiki Bertens                                    |
| 11 de juliol   | Gstaad                         | Terra batuda     | Lara Arruabarrena / Xenia Knoll                  | Annika Beck / Evgeniya Rodina                   |
| 18 de juliol   | Stanford                       | Dura             | Johanna Konta                                    | Venus Williams                                  |
| 18 de juliol   | Stanford                       | Dura             | Raquel Atawo / Abigail Spears                    | Darija Jurak / Anastassia Rodiónova             |
| 18 de juliol   | Bastad                         | Terra batuda     | Laura Siegemund                                  | Kateřina Siniaková                              |
| 18 de juliol   | Bastad                         | Terra batuda     | Andreea Mitu / Alicja Rosolska                   | Lesley Kerkhove / Lidziya Marozava              |
| 18 de juliol   | Washington D.C.                | Dura             | Yanina Wickmayer                                 | Lauren Davis                                    |
| 18 de juliol   | Washington D.C.                | Dura             | Monica Niculescu / Yanina Wickmayer              | Shuko Aoyama / Risa Ozaki                       |
| 25 de juliol   | Mont-real                      | Dura             | Simona Halep                                     | Madison Keys                                    |
| 25 de juliol   | Mont-real                      | Dura             | Iekaterina Makàrova / Ielena Vesninà             | Simona Halep / Monica Niculescu                 |
| 1 d'agost      | Florianópolis                  | Dura             | Irina-Camelia Begu                               | Tímea Babos                                     |
| 1 d'agost      | Florianópolis                  | Dura             | Liudmila Kitxenok / Nadia Kitxenok               | Tímea Babos / Réka Luca Jani                    |
| 1 d'agost      | Nanchang                       | Dura             | Duan Yingying                                    | Vania King                                      |
| 1 d'agost      | Nanchang                       | Dura             | Liang Chen / Lu Jingjing                         | Shuko Aoyama / Makoto Ninomiya                  |
| 8 d'agost      | Jocs Olímpics (Rio de Janeiro) | Dura             | Mónica Puig                                      | Angelique Kerber                                |
| 8 d'agost      | Jocs Olímpics (Rio de Janeiro) | Dura             | Iekaterina Makàrova / Ielena Vesninà             | Timea Bacsinszky / Martina Hingis               |
| 8 d'agost      | Jocs Olímpics (Rio de Janeiro) | Dura             | Bethanie Mattek-Sands / Jack Sock                | Venus Williams / Rajeev Ram                     |
| 15 d'agost     | Cincinnati                     | Dura             | Karolína Plíšková                                | Angelique Kerber                                |
| 15 d'agost     | Cincinnati                     | Dura             | Sania Mirza / Barbora Strýcová                   | Martina Hingis / Coco Vandeweghe                |
| 22 d'agost     | New Haven                      | Dura             | Agnieszka Radwańska                              | Elina Svitolina                                 |
| 22 d'agost     | New Haven                      | Dura             | Sania Mirza / Monica Niculescu                   | Katerina Bondarenko / Chuang Chia-jung          |
| 29 d'agost     | US Open                        | Dura             | Angelique Kerber                                 | Karolína Plíšková                               |
| 29 d'agost     | US Open                        | Dura             | Bethanie Mattek-Sands / Lucie Šafářová           | Caroline Garcia / Kristina Mladenovic           |
| 29 d'agost     | US Open                        | Dura             | Laura Siegemund / Mate Pavic                     | Coco Vandeweghe / Rajeev Ram                    |
| 12 de setembre | Tòquio                         | Dura             | Christina McHale                                 | Kateřina Siniaková                              |
| 12 de setembre | Tòquio                         | Dura             | Shuko Aoyama / Makoto Ninomiya                   | Jocelyn Rae / Anna Smith                        |
| 12 de setembre | Ciutat del Quebec              | Dura (i)         | Océane Dodin                                     | Lauren Davis                                    |
| 12 de setembre | Ciutat del Quebec              | Dura (i)         | Andrea Hlaváčková / Lucie Hradecká               | Alla Kudryavtseva / Alexandra Panova            |
| 19 de setembre | Tòquio                         | Dura             | Caroline Wozniacki                               | Naomi Osaka                                     |
| 19 de setembre | Tòquio                         | Dura             | Sania Mirza / Barbora Strýcová                   | Liang Chen / Yang Zhaoxuan                      |
| 19 de setembre | Seül                           | Dura             | Lara Arruabarrena                                | Monica Niculescu                                |
| 19 de setembre | Seül                           | Dura             | Kirsten Flipkens / Johanna Larsson               | Akiko Omae / Peangtarn Plipuech                 |
| 19 de setembre | Canton                         | Dura             | Lesia Tsurenko                                   | Jelena Janković                                 |
| 19 de setembre | Canton                         | Dura             | Asia Muhammad / Peng Shuai                       | Olga Govortsova / Vera Lapko                    |
| 26 de setembre | Wuhan                          | Dura             | Petra Kvitová                                    | Dominika Cibulková                              |
| 26 de setembre | Wuhan                          | Dura             | Bethanie Mattek-Sands / Lucie Šafářová           | Sania Mirza / Barbora Strýcová                  |
| 26 de setembre | Taixkent                       | Dura             | Kristýna Plíšková                                | Nao Hibino                                      |
| 26 de setembre | Taixkent                       | Dura             | Raluca Olaru / İpek Soylu                        | Demi Schuurs / Renata Voráčová                  |
| 3 d'octubre    | Pequín                         | Dura             | Agnieszka Radwańska                              | Johanna Konta                                   |
| 3 d'octubre    | Pequín                         | Dura             | Bethanie Mattek-Sands / Lucie Šafářová           | Caroline Garcia / Kristina Mladenovic           |
| 10 d'octubre   | Tientsin                       | Dura             | Peng Shuai                                       | Alison Riske                                    |
| 10 d'octubre   | Tientsin                       | Dura             | Christina McHale / Peng Shuai                    | Magda Linette / Xu Yifan                        |
| 10 d'octubre   | Hong Kong                      | Dura             | Caroline Wozniacki                               | Kristina Mladenovic                             |
| 10 d'octubre   | Hong Kong                      | Dura             | Chan Hao-Ching / Chan Yung-jan                   | Naomi Broady / Heather Watson                   |
| 10 d'octubre   | Linz                           | Dura (i)         | Dominika Cibulková                               | Viktorija Golubic                               |
| 10 d'octubre   | Linz                           | Dura (i)         | Kiki Bertens / Johanna Larsson                   | Anna-Lena Grönefeld / Květa Peschke             |
| 17 d'octubre   | Moscou                         | Dura (i)         | Svetlana Kuznetsova                              | Daria Gavrilova                                 |
| 17 d'octubre   | Moscou                         | Dura (i)         | Andrea Hlaváčková / Lucie Hradecká               | Daria Gavrilova / Dària Kassàtkina              |
| 17 d'octubre   | Ciutat de Luxemburg            | Dura (i)         | Monica Niculescu                                 | Petra Kvitová                                   |
| 17 d'octubre   | Ciutat de Luxemburg            | Dura (i)         | Kiki Bertens / Johanna Larsson                   | Monica Niculescu / Patricia Maria Țig           |
| 24 d'octubre   | Singapur                       | Dura (i)         | Dominika Cibulková                               | Angelique Kerber                                |
| 24 d'octubre   | Singapur                       | Dura (i)         | Iekaterina Makàrova / Ielena Vesninà             | Bethanie Mattek-Sands / Lucie Šafářová          |
| 31 d'octubre   | Zhuhai                         | Dura             | Petra Kvitová                                    | Elina Svitolina                                 |
| 31 d'octubre   | Zhuhai                         | Dura             | Xu Yifan / İpek Soylu                            | Yang Zhaoxuan / You Xiaodi                      |
| 7 de novembre  | Copa Federació (Final)         |                  | Txèquia                                          | França                                          |

## Estadístiques
La següent taula mostra el nombre de títols aconseguits de forma individual (I), dobles (D) i dobles mixtes (X) aconseguits per cada tennista i també per països durant la temporada 2016. Els torneigs estan ordenats segons la seva categoria dins el calendari WTA Tour 2016: Grand Slams, Jocs Olímpics, Year-end championships, WTA Premier Tournaments i WTA International Tournaments. L'ordre de les jugadores s'ha establert a partir del nombre total de títols i després segons la quantitat de títols de cada categoria de torneigs.

### Títols per tennista
| Títols | Tennista                    | Grand Slams | Grand Slams | Grand Slams | Jocs Olímpics | Jocs Olímpics | Jocs Olímpics | Year-end championships | Year-end championships | Premier Mandatory | Premier Mandatory | Premier 5 | Premier 5 | Premier | Premier | International | International | Resum | Resum | Resum |
| Títols | Tennista                    | I           | D           | X           | I             | D             | X             | I                      | D                      | I                 | D                 | I         | D         | I       | D       | I             | D             | I     | D     | X     |
| ------ | --------------------------- | ----------- | ----------- | ----------- | ------------- | ------------- | ------------- | ---------------------- | ---------------------- | ----------------- | ----------------- | --------- | --------- | ------- | ------- | ------------- | ------------- | ----- | ----- | ----- |
| 8      | Sania Mirza                 |             | ●           |             |               |               |               |                        |                        |                   |                   |           | ●         |         | ●       |               |               | 0     | 8     | 0     |
| 6      | Martina Hingis              |             | ●           | ●           |               |               |               |                        |                        |                   |                   |           | ●         |         | ●       |               |               | 0     | 5     | 1     |
| 6      | Bethanie Mattek-Sands       |             | ●           |             |               |               | ●             |                        |                        |                   | ●                 |           | ●         |         |         |               |               | 0     | 5     | 1     |
| 6      | Caroline Garcia             |             | ●           |             |               |               |               |                        |                        |                   | ●                 |           |           |         | ●       | ●             |               | 2     | 4     | 0     |
| 5      | Lucie Šafářová              |             | ●           |             |               |               |               |                        |                        |                   | ●                 |           | ●         |         |         | ●             |               | 1     | 4     | 0     |
| 4      | Kristina Mladenovic         |             | ●           |             |               |               |               |                        |                        |                   | ●                 |           |           |         | ●       |               |               | 0     | 4     | 0     |
| 4      | Ielena Vesninà              |             |             | ●           |               | ●             |               |                        | ●                      |                   |                   |           | ●         |         |         |               |               | 0     | 3     | 1     |
| 4      | Dominika Cibulková          |             |             |             |               |               |               | ●                      |                        |                   |                   |           |           | ●       |         | ●             |               | 4     | 0     | 0     |
| 4      | Monica Niculescu            |             |             |             |               |               |               |                        |                        |                   |                   |           |           |         | ●       | ●             | ●             | 1     | 3     | 0     |
| 4      | Andrea Hlaváčková           |             |             |             |               |               |               |                        |                        |                   |                   |           |           |         | ●       |               | ●             | 0     | 4     | 0     |
| 4      | Kiki Bertens                |             |             |             |               |               |               |                        |                        |                   |                   |           |           |         |         | ●             | ●             | 1     | 3     | 0     |
| 4      | Peng Shuai                  |             |             |             |               |               |               |                        |                        |                   |                   |           |           |         |         | ●             | ●             | 1     | 3     | 0     |
| 4      | Johanna Larsson             |             |             |             |               |               |               |                        |                        |                   |                   |           |           |         |         |               | ●             | 0     | 4     | 0     |
| 3      | Serena Williams             | ●           | ●           |             |               |               |               |                        |                        |                   |                   | ●         |           |         |         |               |               | 2     | 1     | 0     |
| 3      | Angelique Kerber            | ●           |             |             |               |               |               |                        |                        |                   |                   |           |           | ●       |         |               |               | 3     | 0     | 0     |
| 3      | Iekaterina Makàrova         |             |             |             |               | ●             |               |                        | ●                      |                   |                   |           | ●         |         |         |               |               | 0     | 3     | 0     |
| 3      | İpek Soylu                  |             |             |             |               |               |               |                        | ●                      |                   |                   |           |           |         |         |               | ●             | 0     | 3     | 0     |
| 3      | Viktória Azàrenka           |             |             |             |               |               |               |                        |                        | ●                 |                   |           |           | ●       |         |               |               | 3     | 0     | 0     |
| 3      | Simona Halep                |             |             |             |               |               |               |                        |                        | ●                 |                   | ●         |           |         |         | ●             |               | 3     | 0     | 0     |
| 3      | Agnieszka Radwańska         |             |             |             |               |               |               |                        |                        | ●                 |                   |           |           | ●       |         | ●             |               | 3     | 0     | 0     |
| 3      | Barbora Strýcová            |             |             |             |               |               |               |                        |                        |                   |                   |           | ●         |         | ●       |               |               | 0     | 3     | 0     |
| 3      | Karolína Plíšková           |             |             |             |               |               |               |                        |                        |                   |                   | ●         |           |         | ●       | ●             |               | 2     | 1     | 0     |
| 3      | Chan Hao-ching              |             |             |             |               |               |               |                        |                        |                   |                   |           | ●         |         |         |               | ●             | 0     | 3     | 0     |
| 3      | Chan Yung-jan               |             |             |             |               |               |               |                        |                        |                   |                   |           | ●         |         |         |               | ●             | 0     | 3     | 0     |
| 3      | Sloane Stephens             |             |             |             |               |               |               |                        |                        |                   |                   |           |           | ●       |         | ●             |               | 3     | 0     | 0     |
| 3      | Christina McHale            |             |             |             |               |               |               |                        |                        |                   |                   |           |           |         |         | ●             | ●             | 1     | 2     | 0     |
| 3      | Lara Arruabarrena           |             |             |             |               |               |               |                        |                        |                   |                   |           |           |         |         | ●             | ●             | 1     | 2     | 0     |
| 3      | Anabel Medina Garrigues     |             |             |             |               |               |               |                        |                        |                   |                   |           |           |         |         |               | ●             | 0     | 3     | 0     |
| 3      | Arantxa Parra Santonja      |             |             |             |               |               |               |                        |                        |                   |                   |           |           |         |         |               | ●             | 0     | 3     | 0     |
| 2      | Laura Siegemund             |             |             | ●           |               |               |               |                        |                        |                   |                   |           |           |         |         | ●             |               | 1     | 0     | 1     |
| 2      | Heather Watson              |             |             | ●           |               |               |               |                        |                        |                   |                   |           |           |         |         | ●             |               | 1     | 0     | 1     |
| 2      | Petra Kvitová               |             |             |             |               |               |               | ●                      |                        |                   |                   | ●         |           |         |         |               |               | 2     | 0     | 0     |
| 2      | Coco Vandeweghe             |             |             |             |               |               |               |                        |                        |                   | ●                 |           |           |         |         | ●             |               | 1     | 1     | 0     |
| 2      | Svetlana Kuznetsova         |             |             |             |               |               |               |                        |                        |                   |                   |           |           | ●       |         |               |               | 2     | 0     | 0     |
| 2      | Darija Jurak                |             |             |             |               |               |               |                        |                        |                   |                   |           |           |         | ●       |               |               | 0     | 2     | 0     |
| 2      | Caroline Wozniacki          |             |             |             |               |               |               |                        |                        |                   |                   |           |           | ●       |         | ●             |               | 2     | 0     | 0     |
| 2      | Lucie Hradecká              |             |             |             |               |               |               |                        |                        |                   |                   |           |           |         | ●       |               | ●             | 0     | 2     | 0     |
| 2      | Yanina Wickmayer            |             |             |             |               |               |               |                        |                        |                   |                   |           |           |         |         | ●             | ●             | 1     | 1     | 0     |
| 2      | Xenia Knoll                 |             |             |             |               |               |               |                        |                        |                   |                   |           |           |         |         |               | ●             | 0     | 2     | 0     |
| 2      | Andreea Mitu                |             |             |             |               |               |               |                        |                        |                   |                   |           |           |         |         |               | ●             | 0     | 2     | 0     |
| 2      | Varatchaya Wongteanchai     |             |             |             |               |               |               |                        |                        |                   |                   |           |           |         |         |               | ●             | 0     | 2     | 0     |
| 1      | Garbiñe Muguruza            | ●           |             |             |               |               |               |                        |                        |                   |                   |           |           |         |         |               |               | 1     | 0     | 0     |
| 1      | Mónica Puig                 |             |             |             | ●             |               |               |                        |                        |                   |                   |           |           |         |         |               |               | 1     | 0     | 0     |
| 1      | Xu Yifan                    |             |             |             |               |               |               |                        | ●                      |                   |                   |           |           |         |         |               |               | 0     | 1     | 0     |
| 1      | Carla Suárez Navarro        |             |             |             |               |               |               |                        |                        |                   |                   | ●         |           |         |         |               |               | 1     | 0     | 0     |
| 1      | Sara Errani                 |             |             |             |               |               |               |                        |                        |                   |                   |           |           | ●       |         |               |               | 1     | 0     | 0     |
| 1      | Madison Keys                |             |             |             |               |               |               |                        |                        |                   |                   |           |           | ●       |         |               |               | 1     | 0     | 0     |
| 1      | Johanna Konta               |             |             |             |               |               |               |                        |                        |                   |                   |           |           | ●       |         |               |               | 1     | 0     | 0     |
| 1      | Roberta Vinci               |             |             |             |               |               |               |                        |                        |                   |                   |           |           | ●       |         |               |               | 1     | 0     | 0     |
| 1      | Raquel Atawo                |             |             |             |               |               |               |                        |                        |                   |                   |           |           |         | ●       |               |               | 0     | 1     | 0     |
| 1      | Chuang Chia-jung            |             |             |             |               |               |               |                        |                        |                   |                   |           |           |         | ●       |               |               | 0     | 1     | 0     |
| 1      | Anastassia Rodiónova        |             |             |             |               |               |               |                        |                        |                   |                   |           |           |         | ●       |               |               | 0     | 1     | 0     |
| 1      | Abigail Spears              |             |             |             |               |               |               |                        |                        |                   |                   |           |           |         | ●       |               |               | 0     | 1     | 0     |
| 1      | Timea Bacsinszky            |             |             |             |               |               |               |                        |                        |                   |                   |           |           |         |         | ●             |               | 1     | 0     | 0     |
| 1      | Irina-Camelia Begu          |             |             |             |               |               |               |                        |                        |                   |                   |           |           |         |         | ●             |               | 1     | 0     | 0     |
| 1      | Çağla Büyükakçay            |             |             |             |               |               |               |                        |                        |                   |                   |           |           |         |         | ●             |               | 1     | 0     | 0     |
| 1      | Alizé Cornet                |             |             |             |               |               |               |                        |                        |                   |                   |           |           |         |         | ●             |               | 1     | 0     | 0     |
| 1      | Océane Dodin                |             |             |             |               |               |               |                        |                        |                   |                   |           |           |         |         | ●             |               | 1     | 0     | 0     |
| 1      | Duan Yingying               |             |             |             |               |               |               |                        |                        |                   |                   |           |           |         |         | ●             |               | 1     | 0     | 0     |
| 1      | Irina Falconi               |             |             |             |               |               |               |                        |                        |                   |                   |           |           |         |         | ●             |               | 1     | 0     | 0     |
| 1      | Viktorija Golubic           |             |             |             |               |               |               |                        |                        |                   |                   |           |           |         |         | ●             |               | 1     | 0     | 0     |
| 1      | Kristýna Plíšková           |             |             |             |               |               |               |                        |                        |                   |                   |           |           |         |         | ●             |               | 1     | 0     | 0     |
| 1      | Francesca Schiavone         |             |             |             |               |               |               |                        |                        |                   |                   |           |           |         |         | ●             |               | 1     | 0     | 0     |
| 1      | Lesia Tsurenko              |             |             |             |               |               |               |                        |                        |                   |                   |           |           |         |         | ●             |               | 1     | 0     | 0     |
| 1      | Elina Svitolina             |             |             |             |               |               |               |                        |                        |                   |                   |           |           |         |         | ●             |               | 1     | 0     | 0     |
| 1      | Venus Williams              |             |             |             |               |               |               |                        |                        |                   |                   |           |           |         |         | ●             |               | 1     | 0     | 0     |
| 1      | Shuko Aoyama                |             |             |             |               |               |               |                        |                        |                   |                   |           |           |         |         |               | ●             | 0     | 1     | 0     |
| 1      | Verónica Cepede Royg        |             |             |             |               |               |               |                        |                        |                   |                   |           |           |         |         |               | ●             | 0     | 1     | 0     |
| 1      | Gabriela Dabrowski          |             |             |             |               |               |               |                        |                        |                   |                   |           |           |         |         |               | ●             | 0     | 1     | 0     |
| 1      | Kirsten Flipkens            |             |             |             |               |               |               |                        |                        |                   |                   |           |           |         |         |               | ●             | 0     | 1     | 0     |
| 1      | Margarita Gasparyan         |             |             |             |               |               |               |                        |                        |                   |                   |           |           |         |         |               | ●             | 0     | 1     | 0     |
| 1      | Han Xinyun                  |             |             |             |               |               |               |                        |                        |                   |                   |           |           |         |         |               | ●             | 0     | 1     | 0     |
| 1      | Eri Hozumi                  |             |             |             |               |               |               |                        |                        |                   |                   |           |           |         |         |               | ●             | 0     | 1     | 0     |
| 1      | María Irigoyen              |             |             |             |               |               |               |                        |                        |                   |                   |           |           |         |         |               | ●             | 0     | 1     | 0     |
| 1      | Oksana Kalashnikova         |             |             |             |               |               |               |                        |                        |                   |                   |           |           |         |         |               | ●             | 0     | 1     | 0     |
| 1      | Miyu Kato                   |             |             |             |               |               |               |                        |                        |                   |                   |           |           |         |         |               | ●             | 0     | 1     | 0     |
| 1      | Liudmila Kitxenok           |             |             |             |               |               |               |                        |                        |                   |                   |           |           |         |         |               | ●             | 0     | 1     | 0     |
| 1      | Nadia Kitxenok              |             |             |             |               |               |               |                        |                        |                   |                   |           |           |         |         |               | ●             | 0     | 1     | 0     |
| 1      | Vania King                  |             |             |             |               |               |               |                        |                        |                   |                   |           |           |         |         |               | ●             | 0     | 1     | 0     |
| 1      | Aleksandra Krunić           |             |             |             |               |               |               |                        |                        |                   |                   |           |           |         |         |               | ●             | 0     | 1     | 0     |
| 1      | Liang Chen                  |             |             |             |               |               |               |                        |                        |                   |                   |           |           |         |         |               | ●             | 0     | 1     | 0     |
| 1      | Lu Jingjing                 |             |             |             |               |               |               |                        |                        |                   |                   |           |           |         |         |               | ●             | 0     | 1     | 0     |
| 1      | Tatjana Maria               |             |             |             |               |               |               |                        |                        |                   |                   |           |           |         |         |               | ●             | 0     | 1     | 0     |
| 1      | María José Martínez Sánchez |             |             |             |               |               |               |                        |                        |                   |                   |           |           |         |         |               | ●             | 0     | 1     | 0     |
| 1      | Elise Mertens               |             |             |             |               |               |               |                        |                        |                   |                   |           |           |         |         |               | ●             | 0     | 1     | 0     |
| 1      | An-Sophie Mestach           |             |             |             |               |               |               |                        |                        |                   |                   |           |           |         |         |               | ●             | 0     | 1     | 0     |
| 1      | Jessica Moore               |             |             |             |               |               |               |                        |                        |                   |                   |           |           |         |         |               | ●             | 0     | 1     | 0     |
| 1      | Asia Muhammad               |             |             |             |               |               |               |                        |                        |                   |                   |           |           |         |         |               | ●             | 0     | 1     | 0     |
| 1      | Makoto Ninomiya             |             |             |             |               |               |               |                        |                        |                   |                   |           |           |         |         |               | ●             | 0     | 1     | 0     |
| 1      | Raluca Olaru                |             |             |             |               |               |               |                        |                        |                   |                   |           |           |         |         |               | ●             | 0     | 1     | 0     |
| 1      | Alicja Rosolska             |             |             |             |               |               |               |                        |                        |                   |                   |           |           |         |         |               | ●             | 0     | 1     | 0     |
| 1      | Iaroslava Xvédova           |             |             |             |               |               |               |                        |                        |                   |                   |           |           |         |         |               | ●             | 0     | 1     | 0     |
| 1      | Yang Zhaoxuan               |             |             |             |               |               |               |                        |                        |                   |                   |           |           |         |         |               | ●             | 0     | 1     | 0     |

### Títols per estat
| Títols | País                 | Grand Slams | Grand Slams | Grand Slams | Jocs Olímpics | Jocs Olímpics | Jocs Olímpics | Year-end championships | Year-end championships | Premier Mandatory | Premier Mandatory | Premier 5 | Premier 5 | Premier | Premier | International | International | Resum | Resum | Resum |
| Títols | País                 | I           | D           | X           | I             | D             | X             | I                      | D                      | I                 | D                 | I         | D         | I       | D       | I             | D             | I     | D     | X     |
| ------ | -------------------- | ----------- | ----------- | ----------- | ------------- | ------------- | ------------- | ---------------------- | ---------------------- | ----------------- | ----------------- | --------- | --------- | ------- | ------- | ------------- | ------------- | ----- | ----- | ----- |
| 22     | Estats Units         | 1           | 2           |             |               |               | 1             |                        |                        |                   | 3                 | 1         | 1         | 2       | 1       | 6             | 4             | 10    | 11    | 1     |
| 17     | Txèquia              |             | 1           |             |               |               |               | 1                      |                        |                   | 2                 | 2         | 2         |         | 3       | 3             | 3             | 6     | 11    | 0     |
| 11     | Romania              |             |             |             |               |               |               |                        |                        | 1                 |                   | 1         |           |         | 1       | 3             | 5             | 5     | 6     | 0     |
| 10     | Suïssa               |             | 1           | 1           |               |               |               |                        |                        |                   |                   |           | 1         |         | 3       | 2             | 2             | 2     | 7     | 1     |
| 9      | Espanya              | 1           |             |             |               |               |               |                        |                        |                   |                   | 1         |           |         |         | 1             | 6             | 3     | 6     | 0     |
| 9      | R.P. de la Xina      |             |             |             |               |               |               |                        | 1                      |                   |                   |           |           |         |         | 2             | 6             | 2     | 7     | 0     |
| 8      | França               |             | 1           |             |               |               |               |                        |                        |                   | 1                 |           |           |         | 2       | 3             | 1             | 3     | 5     | 0     |
| 8      | Índia                |             | 1           |             |               |               |               |                        |                        |                   |                   |           | 2         |         | 5       |               |               | 0     | 8     | 0     |
| 7      | Rússia               |             |             | 1           |               | 1             |               |                        | 1                      |                   |                   |           | 1         | 2       |         |               | 1             | 2     | 4     | 1     |
| 6      | Alemanya             | 2           |             | 1           |               |               |               |                        |                        |                   |                   |           |           | 1       |         | 1             | 1             | 4     | 1     | 1     |
| 4      | Eslovàquia           |             |             |             |               |               |               | 1                      |                        |                   |                   |           |           | 1       |         | 2             |               | 4     | 0     | 0     |
| 4      | Turquia              |             |             |             |               |               |               |                        | 1                      |                   |                   |           |           |         |         | 1             | 2             | 1     | 3     | 0     |
| 4      | Polònia              |             |             |             |               |               |               |                        |                        | 1                 |                   |           |           | 1       |         | 1             | 1             | 3     | 1     | 0     |
| 4      | República de la Xina |             |             |             |               |               |               |                        |                        |                   |                   |           | 1         |         | 1       |               | 2             | 0     | 4     | 0     |
| 4      | Bèlgica              |             |             |             |               |               |               |                        |                        |                   |                   |           |           |         |         | 1             | 3             | 1     | 3     | 0     |
| 4      | Països Baixos        |             |             |             |               |               |               |                        |                        |                   |                   |           |           |         |         | 1             | 3             | 1     | 3     | 0     |
| 4      | Suècia               |             |             |             |               |               |               |                        |                        |                   |                   |           |           |         |         |               | 4             | 0     | 4     | 0     |
| 3      | Regne Unit           |             |             | 1           |               |               |               |                        |                        |                   |                   |           |           | 1       |         | 1             |               | 2     | 0     | 1     |
| 3      | Belarús              |             |             |             |               |               |               |                        |                        | 2                 |                   |           |           | 1       |         |               |               | 3     | 0     | 0     |
| 3      | Itàlia               |             |             |             |               |               |               |                        |                        |                   |                   |           |           | 2       |         | 1             |               | 3     | 0     | 0     |
| 3      | Ucraïna              |             |             |             |               |               |               |                        |                        |                   |                   |           |           |         |         | 2             | 1             | 2     | 1     | 0     |
| 2      | Croàcia              |             |             |             |               |               |               |                        |                        |                   |                   |           |           |         | 2       |               |               | 0     | 2     | 0     |
| 2      | Dinamarca            |             |             |             |               |               |               |                        |                        |                   |                   |           |           | 1       |         | 1             |               | 2     | 0     | 0     |
| 2      | Austràlia            |             |             |             |               |               |               |                        |                        |                   |                   |           |           |         | 1       |               | 1             | 0     | 2     | 0     |
| 2      | Japó                 |             |             |             |               |               |               |                        |                        |                   |                   |           |           |         |         |               | 2             | 0     | 2     | 0     |
| 2      | Tailàndia            |             |             |             |               |               |               |                        |                        |                   |                   |           |           |         |         |               | 2             | 0     | 2     | 0     |
| 1      | Puerto Rico          |             |             |             | 1             |               |               |                        |                        |                   |                   |           |           |         |         |               |               | 1     | 0     | 0     |
| 1      | Argentina            |             |             |             |               |               |               |                        |                        |                   |                   |           |           |         |         |               | 1             | 0     | 1     | 0     |
| 1      | Canadà               |             |             |             |               |               |               |                        |                        |                   |                   |           |           |         |         |               | 1             | 0     | 1     | 0     |
| 1      | Geòrgia              |             |             |             |               |               |               |                        |                        |                   |                   |           |           |         |         |               | 1             | 0     | 1     | 0     |
| 1      | Kazakhstan           |             |             |             |               |               |               |                        |                        |                   |                   |           |           |         |         |               | 1             | 0     | 1     | 0     |
| 1      | Paraguai             |             |             |             |               |               |               |                        |                        |                   |                   |           |           |         |         |               | 1             | 0     | 1     | 0     |
| 1      | Sèrbia               |             |             |             |               |               |               |                        |                        |                   |                   |           |           |         |         |               | 1             | 0     | 1     | 0     |

## Rànquings
Les següents taules indiquen els rànquings de la WTA amb les vint millors tennistes individuals, i les deu millors parelles de la temporada 2016.

### Individual
| Rànquing individual WTA 2016 | Rànquing individual WTA 2016 | Rànquing individual WTA 2016 | Rànquing individual WTA 2016 | Rànquing individual WTA 2016 | Rànquing individual WTA 2016 |
| Pos.                         | Tennista                     | Punts                        | Torneigs                     | Ant.                         | Mov.                         |
| ---------------------------- | ---------------------------- | ---------------------------- | ---------------------------- | ---------------------------- | ---------------------------- |
| 1                            | Angelique Kerber             | 9.080                        | 21                           | 10                           | 9                            |
| 2                            | Serena Williams              | 7.050                        | 14                           | 1                            | 1                            |
| 3                            | Agnieszka Radwańska          | 5.600                        | 20                           | 5                            | 2                            |
| 4                            | Simona Halep                 | 5.228                        | 18                           | 2                            | 2                            |
| 5                            | Dominika Cibulková           | 4.875                        | 23                           | 38                           | 33                           |
| 6                            | Karolina Pliskova            | 4.600                        | 22                           | 11                           | 5                            |
| 7                            | Garbiñe Muguruza             | 4.236                        | 20                           | 3                            | 4                            |
| 8                            | Madison Keys                 | 4.137                        | 16                           | 18                           | 10                           |
| 9                            | Svetlana Kuznetsova          | 4.115                        | 21                           | 25                           | 16                           |
| 10                           | Johanna Konta                | 3.640                        | 23                           | 47                           | 37                           |
| 11                           | Petra Kvitová                | 3.485                        | 22                           | 6                            | 5                            |
| 12                           | Carla Suárez Navarro         | 3.070                        | 23                           | 13                           | 1                            |
| 13                           | Viktória Azàrenka            | 3.061                        | 12                           | 22                           | 9                            |
| 14                           | Elina Svitolina              | 2.895                        | 23                           | 19                           | 5                            |
| 15                           | Timea Bacsinszky             | 2.347                        | 19                           | 12                           | 3                            |
| 16                           | Ielena Vesninà               | 2.252                        | 20                           | 114                          | 98                           |
| 17                           | Venus Williams               | 2.240                        | 17                           | 7                            | 10                           |
| 18                           | Roberta Vinci                | 2.210                        | 23                           | 15                           | 3                            |
| 19                           | Caroline Wozniacki           | 2.185                        | 22                           | 17                           | 2                            |
| 20                           | Barbora Strýcová             | 2.170                        | 22                           | 41                           | 21                           |

#### Evolució número 1
| Tennista         | Data inici     | Data fi        | Setmanes |
| ---------------- | -------------- | -------------- | -------- |
| Serena Williams  | Final 2015     | 11 de setembre | 36       |
| Angelique Kerber | 12 de setembre | Final 2016     | 16       |

### Dobles
| Rànquing dobles WTA 2016 | Rànquing dobles WTA 2016 | Rànquing dobles WTA 2016 | Rànquing dobles WTA 2016 | Rànquing dobles WTA 2016 | Rànquing dobles WTA 2016 |
| Pos.                     | Tennista                 | Punts                    | Torneigs                 | Ant.                     | Mov.                     |
| ------------------------ | ------------------------ | ------------------------ | ------------------------ | ------------------------ | ------------------------ |
| 1                        | Sania Mirza              | 8.135                    | 22                       | 1                        | =                        |
| 2                        | Caroline Garcia          | 7.920                    | 17                       | 14                       | 12                       |
| 2                        | Kristina Mladenovic      | 7.920                    | 19                       | 9                        | 6                        |
| 4                        | Martina Hingis           | 7.810                    | 20                       | 2                        | 2                        |
| 5                        | Bethanie Mattek-Sands    | 7.805                    | 15                       | 3                        | 2                        |
| 6                        | Ielena Vesninà           | 6.715                    | 17                       | 8                        | 2                        |
| 7                        | Lucie Šafářová           | 6.501                    | 14                       | 4                        | 3                        |
| 8                        | Iekaterina Makàrova      | 6.220                    | 13                       | 10                       | 2                        |
| 9                        | Andrea Hlavackova        | 4.460                    | 21                       | 20                       | 11                       |
| 10                       | Lucie Hradecka           | 4.330                    | 18                       | 17                       | 7                        |
| 11                       | Karolina Pliskova        | 4.310                    | 15                       | 46                       | 35                       |
| 12                       | Chan Hao-Ching           | 4.305                    | 21                       | 12                       | =                        |
| 13                       | Chan Yung-Jan            | 4.305                    | 22                       | 7                        | 6                        |
| 14                       | Iaroslava Xvédova        | 4.260                    | 19                       | 6                        | 8                        |
| 15                       | Timea Babos              | 4.170                    | 21                       | 11                       | 4                        |
| 16                       | Julia Görges             | 4.110                    | 16                       | 24                       | 8                        |
| 17                       | Barbora Strýcová         | 3.965                    | 18                       | 28                       | 11                       |
| 18                       | Coco Vandeweghe          | 3.226                    | 13                       | 56                       | 38                       |
| 19                       | Monica Niculescu         | 3.205                    | 16                       | 33                       | 14                       |
| 20                       | Xu Yifan                 | 2.760                    | 28                       | 49                       | 29                       |

| Rànquing parelles WTA 2016 | Rànquing parelles WTA 2016           | Rànquing parelles WTA 2016 | Rànquing parelles WTA 2016 | Rànquing parelles WTA 2016 | Rànquing parelles WTA 2016 |
| Pos.                       | Parella                              | Punts                      | Torneigs                   | Ant.                       | Mov.                       |
| -------------------------- | ------------------------------------ | -------------------------- | -------------------------- | -------------------------- | -------------------------- |
| 1                          | Caroline Garcia Kristina Mladenovic  | 7.920                      | 17                         | −                          | Augment                    |
| 2                          | Martina Hingis Sania Mirza           | 6.875                      | 15                         | 1                          | 1                          |
| 3                          | Bethanie Mattek-Sands Lucie Šafářová | 6.306                      | 9                          | 2                          | 1                          |
| 4                          | Iekaterina Makàrova Ielena Vesninà   | 5.996                      | 10                         | 4                          | =                          |
| 5                          | Andrea Hlavackova Lucie Hradecka     | 4.330                      | 18                         | 9                          | 4                          |
| 6                          | Chan Hao-Ching Chan Yung-Jan         | 4.305                      | 21                         | 6                          | =                          |
| 7                          | Timea Babos Iaroslava Xvédova        | 4.165                      | 13                         | −                          | Augment                    |
| 8                          | Julia Görges Karolina Pliskova       | 3.850                      | 12                         | 54                         | 46                         |
| 9                          | Raquel Atawo Abigail Spears          | 2.700                      | 21                         | −                          | Augment                    |
| 10                         | Xu Yifan Zheng Saisai                | 2.670                      | 20                         | 28                         | 18                         |

#### Evolució número 1
| Tennista                   | Data inici  | Data fi     | Setmanes |
| -------------------------- | ----------- | ----------- | -------- |
| Sania Mirza                | Final 2015  | 17 de gener | 2        |
| Sania Mirza Martina Hingis | 18 de gener | 21 d'agost  | 31       |
| Sania Mirza                | 22 d'agost  | Final 2016  | 19       |

## Guardons
- Millor tennista de l'any: Angelique Kerber[2]
- Tennista revelació de l'any: Naomi Osaka[3]
- Tennista amb més millora de l'any: Johanna Konta[4]
- Millor retorn de l'any: Dominika Cibulková[5]
- Millor parella de l'any: Caroline Garcia i Kristina Mladenovic[6]

## Distribució de punts
| Categoria                       | G    | F    | SF                                             | QF                                             | R16                                            | R32                                            | R64                                            | R128                                           | Q                                              | Q3                                             | Q2                                             | Q1                                             |                                                |
| Grand Slam (I)                  | 2000 | 1300 | 780                                            | 430                                            | 240                                            | 130                                            | 70                                             | 10                                             | 40                                             | 30                                             | 20                                             | 2                                              |                                                |
| Grand Slam (D)                  | 2000 | 1300 | 780                                            | 430                                            | 240                                            | 130                                            | 10                                             | –                                              | 48                                             | –                                              | –                                              | –                                              |                                                |
| WTA Finals (I)                  | +810 | +360 | (+230 per cada victòria; +70 per cada derrota) | (+230 per cada victòria; +70 per cada derrota) | (+230 per cada victòria; +70 per cada derrota) | (+230 per cada victòria; +70 per cada derrota) | (+230 per cada victòria; +70 per cada derrota) | (+230 per cada victòria; +70 per cada derrota) | (+230 per cada victòria; +70 per cada derrota) | (+230 per cada victòria; +70 per cada derrota) | (+230 per cada victòria; +70 per cada derrota) | (+230 per cada victòria; +70 per cada derrota) | (+230 per cada victòria; +70 per cada derrota) |
| WTA Finals (D)                  | 1500 | 1050 | 690                                            | 460                                            | –                                              | –                                              | –                                              | –                                              | –                                              | –                                              | –                                              | –                                              |                                                |
| WTA Premier Mandatory (96I)     | 1000 | 650  | 390                                            | 215                                            | 120                                            | 65                                             | 35                                             | 10                                             | 30                                             | –                                              | 20                                             | 2                                              |                                                |
| WTA Premier Mandatory (64I/60I) | 1000 | 650  | 390                                            | 215                                            | 120                                            | 65                                             | 10                                             | –                                              | 30                                             | –                                              | 20                                             | 2                                              |                                                |
| WTA Premier Mandatory (28D/32D) | 1000 | 650  | 390                                            | 215                                            | 120                                            | 10                                             | –                                              | –                                              | –                                              | –                                              | –                                              | –                                              |                                                |
| WTA Premier 5 (56I)             | 900  | 585  | 350                                            | 190                                            | 105                                            | 60                                             | 1                                              | –                                              | 30                                             | 20                                             | 12                                             | 1                                              |                                                |
| WTA Premier 5 (28D)             | 900  | 585  | 350                                            | 190                                            | 105                                            | 1                                              | –                                              | –                                              | –                                              | –                                              | –                                              | –                                              |                                                |
| WTA Elite Trophy (I)            | +460 | +200 | (120 per cada victòria, 40 per cada derrota)   | (120 per cada victòria, 40 per cada derrota)   | (120 per cada victòria, 40 per cada derrota)   | (120 per cada victòria, 40 per cada derrota)   | (120 per cada victòria, 40 per cada derrota)   | (120 per cada victòria, 40 per cada derrota)   | (120 per cada victòria, 40 per cada derrota)   | (120 per cada victòria, 40 per cada derrota)   | (120 per cada victòria, 40 per cada derrota)   | (120 per cada victòria, 40 per cada derrota)   |                                                |
| WTA Premier (56I)               | 470  | 305  | 185                                            | 100                                            | 55                                             | 30                                             | 1                                              | –                                              | 25                                             | –                                              | 13                                             | 1                                              |                                                |
| WTA Premier (32I)               | 470  | 305  | 185                                            | 100                                            | 55                                             | 1                                              | –                                              | –                                              | 25                                             | 18                                             | 13                                             | 1                                              |                                                |
| WTA Premier (16D)               | 470  | 305  | 185                                            | 100                                            | 1                                              | –                                              | –                                              | –                                              | –                                              | –                                              | –                                              | –                                              |                                                |
| WTA International (56I)         | 280  | 180  | 110                                            | 60                                             | 30                                             | 15                                             | 1                                              | –                                              | 10                                             | –                                              | 6                                              | 1                                              |                                                |
| WTA International (32I)         | 280  | 180  | 110                                            | 60                                             | 30                                             | 1                                              | –                                              | –                                              | 18                                             | 14                                             | 10                                             | 1                                              |                                                |
| WTA International (16D)         | 280  | 180  | 110                                            | 60                                             | 1                                              | –                                              | –                                              | –                                              | –                                              | –                                              | –                                              | –                                              |                                                |

- (*) Assumint cap derrota en la fase Round Robin.